# Tricholaena vestita
Tricholaena vestita är en gräsart som först beskrevs av Isaac Bayley Balfour, och fick sitt nu gällande namn av Otto Stapf och Charles Edward Hubbard. Tricholaena vestita ingår i släktet Tricholaena och familjen gräs. Inga underarter finns listade i Catalogue of Life.